# Аудиторський ризик
Аудиторський ризик (англ. Audit risk) — ризик того, що аудитор висловить невідповідну аудиторську думку в разі, якщо фінансова звітність суттєво викривлена. Аудиторський ризик є функцією ризиків суттєвого викривлення та ризику невиявлення.
АР = ВР х РК х РН
Ризик суттєвого викривлення (англ. Risk of material misstatement) — ризик того, що фінансова звітність містить суттєве викривлення до початку аудиту. Складається з двох компонентів, як визначено нижче, на рівні тверджень:
- властивий ризик (англ. Inherent risk)— чутливість тверджень щодо класу операції, залишку на рахунку або розкриття інформації до викривлення, яке може бути суттєвим окремо або в сукупності з іншими викривленнями, не враховуючи будь-які відповідні заходи контролю;
- ризик контролю (англ. Control risk) —ризик того, що потенційне викривлення у твердженні стосовно класу операцій, залишку на рахунку або розкриття інформації, яке може бути суттєвим окремо або в сукупності з іншими викривленнями, не буде попереджено або своєчасно виявлено та виправлено за допомогою внутрішнього контролю суб’єкта господарювання.

Ризик невиявлення (англ. Detection risk) — ризик того, що процедури, виконані аудитором для зменшення аудиторського ризику до прийнятно низького рівня, не дадуть змоги виявити викривлення, що існує, та яке може бути суттєвим окремо або в сукупності з іншими викривленнями.